# Kils landsfiskalsdistrikt
Kils landsfiskalsdistrikt var 1918–1964 ett landsfiskalsdistrikt i Värmlands län, bildat när Sveriges indelning i landsfiskalsdistrikt trädde i kraft den 1 januari 1918, enligt beslut den 7 september 1917. Den 1 januari 1965 avskaffades i Sverige samtliga landsfiskaler och landsfiskalsdistrikt, och deras arbetsuppgifter delades upp på de nyskapade indelningarna polisdistrikt, åklagardistrikt och kronofogdedistrikt.
Landsfiskalsdistriktet låg under länsstyrelsen i Värmlands län.

## Ingående områden
När Sveriges nya indelning i landsfiskalsdistrikt trädde i kraft den 1 januari 1952 (enligt kungörelsen 1 juni 1951) ändrades distriktets omfattning.

### Från 1918
Kils härad:
- Frykeruds landskommun
- Nedre Ulleruds landskommun
- Stora Kils landskommun

### Från 1 januari 1952
- Forshaga köping
- Frykeruds landskommun
- Grava landskommun
- Stora Kils landskommun